# Kaka de Luxe
Kaka de Luxe fou un efímer grup punk va marcar una etapa en la història del pop espanyol, format l'any 1977 per Alaska, Nacho Canut, Carlos Berlanga, El Zurdo, Manolo Campoamor, Enrique Sierra i Pablo Martínez van formar Kaka de Luxe.

## Història
L'efervescent contracultura del Rastro, la premsa marginal de LaCoChu (Laboratorios Colectivos Chueca) i les noves tendències londinenques, fan que Alaska i “El Zurdo” es posin en contacte amb Enrique Sierra a través de “La Livianad del Imperdible", fanzine de caràcter futurista i intel·lectual que va acabar amb la creació d'un grup, amb el que pretenien recollir les idees que publicaven i on van sorgir les primeres cançons: "La tentación" de l'Olvido i "Pero qué público más tonto tengo", del Zurdo. Més tard s'incorpora Nacho Canut i Carlos Berlanga, que tenien una tenda de discos en el Rastro. Després de diversos assajos i de descartar noms com “Shit Deluxe”, formen “Kaka de Luxe” de gènere punk. Cap dels integrants tret de l'Enrique, tenien formació o coneixements musicals. Més tard s'uneix Manolo Campoamor.
A finals de 1977 Manolo Campoamor aconsegueix que el seu grup actuï per primer cop al pub People, en el barri d'Argüelles, amb la participació d'un bateria. L'actuació va passar totalment inadvertida. Més tard s'incorpora Pablo Martínez, com a bateria, deguda a les afinitats que tenia amb la resta de components. És llavors quan apareix un nou tema anomenat "La pluma eléctrica" El grup s'autofinança gràcies al fanzine “Kaka de Luxe”, la venda de discos i roba de segona mà, entre altres coses a una paradeta del Rastro de Madrid. En els seus concerts es comença a notar una actitud i estètica cada vegada més provocadora, i atreuen l'atenció del locutor, periodista i "cazatalentos" Jesus Ordovás que aconsegueix un contracte al febrer del 1977 amb el segell “Chapa”.
El 1978 Enrique i Nacho han d'anar a fer el servei militar després de gravar un disc amb motiu de la participació del grup en el concurs Rock Villa de Madrid, en el que van quedar en segon lloc. L'EP té quatre cançons: “Rosario” i “Toca el pito”, “La pluma elèctrica” i “Viva el Metro”. amb l'aparició de diferents punts de vista ideològics i musicals el grup es dissol en 1978.
Després de la seva separació, els membres del grup es van dispersar formant grups nous com: Radio Futura, Paraíso, La Mode i Alaska y los Pegamoides. En aquest últim va estar format per l'Alaska, Carlos Berlanga i Nacho Canut.

## Discografia
- 1978: Kaka de Luxe (EP)
- 1982: Kaka de Luxe/Paraíso (EP)
- 1983: Las canciones malditas (LP)